# 短萼海桐
短萼海桐（学名：Pittosporum brevicalyx），为海桐花科海桐花属下的一个植物种。